# 松尾高弘
松尾 高弘（まつお たかひろ、1979年 - ）は、日本のアーティスト・デザイナー・プログラマー・映像・照明クリエイター。LUCENT代表。福岡県生まれ。九州芸術工科大学大学院芸術工学研究科修了。

## プロフィール
2012年株式会社ルーセントデザイン設立。
映像、照明、オブジェクト、インタラクションと、美的表現によって身体や感覚に訴えかける光のインスタレーションを制作。自ら制作する映像やライティング、プログラミングなど、多彩な表現やテクノロジーによりアートワークを一貫して手がける。自然界の現象と法則性、イマジネーションによる繊細な光の表現と直感的でエモーショナルな作品群は、デジタルからアナログを横断する独自のクリエイションが特徴であり、都市や商空間のパブリックアート、各国のエキシビション、ラグジュアリーブランドのためのアートやデザインなど、国際的に幅広く展開している。
主な受賞にDSA日本空間デザイン賞2018銀賞、DSA日本空間デザイン賞2016銀賞、iF DESIGN AWARD 2020 入賞（ドイツ）、Frame Awards 2020 Longlist（オランダ）、Laval Virtual Awards 2008先端技術賞（フランス）などです

## プロジェクト
2007年より、世界的なメディアアートの祭典「ARS ELECTRONICA」での作品常設で注目を集め、その後も世界各国の主要なメディアアートフェスティバルやエキシビションにて国際的に活躍。2009年にはミラノサローネ（イタリア）でのキヤノン「NEOREAL」展にて、繊細なインタラクティブ映像が話題を呼ぶ。2011年 ポーラミュージアム アネックス（銀座）、2012年三菱地所アルティアム（福岡）にて、個展「LIGHT EMOTION」を開催し、BVLGARI 「イタリア 至高の輝き」展（銀座）において、歴史的なアーカイブジュエリーとコラボレートするインスタレーションを発表。以降は、バーゼルワールド（スイス）のためのSEIKOショーウインドウが世界各都市に展開されるのを皮切りに、資生堂ザギンザの常設インスタレーション、CASSINA IXC.のシャンデリアインスタレーション、表参道ヒルズのクリスマスツリー、資生堂アルティミューンインスタレーション、「Numérique Poétique」展（フランス）、生きてるミュージアム「NIFREL」球体インスタレーション「WONDER MOMENTS」、CONRAD OSAKA 常設プリズムワーク「AURA」、資生堂銀座本店 常設アートワーク「Mirrored Pieces」、ミラノサローネ（イタリア）2018年 KAWAI 「Crystal Rain」、2020年ポーラミュージアム アネックス（銀座）「INTENSITY」など、多様なテクノロジーとフィールドをベースに、アートとデザインを横断するクリエイションを行っている。

## EXHIBITIONS

### ASIA

#### Japan
- Flowerfall / まつだい「農舞台」ギャラリー / 十日町
- 大地の芸術祭越後妻有アートトリエンナーレ2015 / 旧富田屋旅館 / 十日町
- 中房総国際芸術祭いちはらアート×ミックス / 古民家 / 市原
- Lights in Snowland / 越後妻有里山現代美術館 / 十日町
- 松尾高弘展 - LIGHT EMOTION - / 三菱地所アルティアム / 福岡
- 松尾高弘展 - LIGHT EMOTION - / ポーラミュージアムアネックス / 銀座
- 松尾高弘展 - 光の海へ - / e-とぴあ・かがわ / 高松
- 松尾高弘展 - 真昼の幻想 - / 横浜ポートサイドギャラリー / 横浜
- Takahiro Matsuo INTENSITY / ポーラミュージアムアネックス / 銀座

#### China
- 浮光蓮 / WU XI LING SHAN SMILE BAY HOTEL / 無錫
- Shanghai eArts Festival 2007 / 上海科学技術館/ Shanghai

#### Taiwan
- NIRVANA? with ITR I Creativity Lab / 中正紀念堂 / Taipei
- Digital Archive Program Festival / 信義公民会館 / Taipei
- Taoyuan Art x Technology Festival / Taoyuan Arts Center / Taipei

#### Korea
- Artificial Garden / Seoul Museum of Art / Seoul
- The 5th Seoul Media Art Biennale / Seoul Museum of Art / Seoul

#### Singapore
- iLight Marina Bay 2012 / Marina Bay Sans

#### Vietnum
- 2 Lam Son Bar Projection Art / Park Hyatt Saigon / Ho chi minh

### Middle east

#### UAE
- Islamic Arts Festival 21th Edition – HORIZON - / SharjahArt Museum / Sharjah

### EUROPE

#### Switzerland
- Basel World 2015 SEIKO / Messe Basel / Basel
- Basel World 2014 SEIKO / Messe Basel / Basel
- DESIRS SANS DESTIN / Saint-Gervais Genève / Geneva
- Basel World 2013 SEIKO / Messe Basel / Basel

#### France
- Numérique Poétique / Saint-Ex – Culture numérique Reims / Reims
- Laval Virtual 2008 Revolution / Laval Virtual main hall / LAVAL

#### Germany
- Ars Electronica 2013 – Wie eine zweite Natur – / Volkswagen Automobile Forum / Belrin

#### Spain
- Electronic Universe / ESPACIO CULTURAL EL TANQUE / Tenerife Island

#### Italy
- Milano Salone 2018 KAWAI / Superstudio Più / Milano
- Direct Digital / Ex-Ospedale Sant’Agostino / Modena
- Milano Salone 2009 CANON – NEOREAL – / La Triennnale du Milano Design Museum / Milano

#### Austria
- …PLAY ALONG! / net.culture.space / Vienna
- Ars Electronica 2007 / Ars Electronica Center / Linz

#### Netherland
- Dream Creatures / tetem Ⅱ / Enschede

#### Ukraine
- Digital Senses – when digital data turns into art – the Center for Contemporary Art / Kiev
- Hewlett-Packard Pavilion Party / ARENA / Kiev

### NORTH AMERICA

#### U.S.A
- SIGGRAPH 2008 Evolve / Los Angeles Convention Center / Los Angeles

### CENTRAL AND SOUTH AMERICA

#### Brazil
- O Pequeno principe / IGUATEMI CAMPINAS / Campinas
- Le Petit Prince Expo OCA / Ibirapuera Park OCA / Sao Paulo
- FILE 2008 – Million Pixels – / SESI Gallery / Sao Paulo

## 主な受賞
- 2020年　iF DESIGN AWARD 2020 入賞（ドイツ）
- 2020年　Frame Awards 2020 Longlist（オランダ）
- 2019年　DFA Awards 2019 MERIT（香港）
- 2018年　DSA日本空間デザイン賞2018銀賞
- 2016年　DSA日本空間デザイン賞2016銀賞
- 2008年　Laval Virtual Awards 2008  Prix Emerging Technologies(フランス)